# Літо Сахата
«Літо Сахата» — радянський художній фільм 1976 року, знятий режисером Ходжакулі Нарлієвим і Ільмурадом Бекмієвим на кіностудії «Туркменфільм».

## Сюжет
Школяр Сахат проводить літні канікули у свого дідуся у гірському аулі. Хлопчик навчається гончарній справі, допомагає збирати врожай, доглядає маленького верблюденяти. Тут Сахат отримує перші трудові навички, уроки дбайливого ставлення до навколишньої природи.

## У ролях
- Ельдар Азімов — Сахат
- Еджебай Орунова — Бахар
- Ата Довлетов — Абди-ага
- Меред Атаханов — Джапбар-ага, гончар
- Майя Аймедова — Хатиджа
- Інна Курбанова — дочка Хатиджи
- Аман Бекмієв — Акі
- Азат Бяшимов — Ашир
- Баба Аннанов — Бабаджан
- Азат Акмамедов — Алти
- Батир Чариєв — Дурди
- Юсуп Кулієв — Клич
- Піркулі Атаєв — Мухаммед, вчитель
- Б. Караєва — епізод
- Ходжаберди Нарлієв — дядько Аман
- Аман Одаєв — Байрам
- Вапа Мухамедов — Назар-ага
- А. Сариєв — Ташлі Бабайович, ветеринар
- А. Гарабаєв — епізод
- А. Кадирова — епізод

## Знімальна група
- Режисери — Ходжакулі Нарлієв, Ільмурад Бекмієв
- Сценарист — Курбан Мухамед Абдирахманов
- Оператор — Балли Оразов
- Композитор — Мурат Атаєв
- Художник — Олексій Філь